# Кин, Павел Андреевич
Павел Андреевич Кин (1882 — 1943) — народный комиссар внутренних дел УССР, старый большевик.

## Биография
Родился в семье немецкого колониста, ткача, считал себя русским по матери. Двенадцатилетним приехал в Харьков и поступил учеником на кондитерскую фабрику Жоржа Бормана, где проработал три года. Затем Павла можно было встретить в Луганске среди рабочих паровозостроительного завода. В 1902 работал в Баку, где и сблизился с социал-демократами, с 1903 член РСДРП.
В августе 1905 появляется в Екатеринбурге, когда возник первый Екатеринбургский Совет рабочих депутатов, заместителем председателя его стал литейщик чугунолитейного и механического завода Ятеса большевик П. А. Кин.
После Февральской революции вернулся в Харьков и стал рабочим завода Шиманского. С августа по ноябрь 1917 председатель Харьковского Совета, затем заместитель председателя Харьковского Совета, с марта по апрель 1918 комендант Харькова, создатель местной милиции. 8 апреля 1918, когда кайзеровские войска захватывали город, комендант покинул его одним из последних. Из всей команды коменданта не успел эвакуироваться вместе с правительством Донецко-Криворожской республики и был расстрелян только М. С. Тевелев.

Организовывал патрули милиции в Сумах, Н. А. Равич в своих воспоминаниях писал об одежде патрулей: 
Тамошние комендантские наряды носили красные галифе, кафтаны красного цвета и фуражки с красным околышем. Комендант города П. А. Кин оправдывался, что это просто необходимо, чтобы отличать патрульных от разномастно одетых красноармейцев.
Весной 1918 года комендант Луганска, затем по июнь 1918 военком Казани. С 24 июня по 1 июля 1918 председатель Чрезвычайной революционной следственной комиссии при Исполнительном комитете Казанского губернского Совета. С 1 июля по август 1918 председатель Казанской губернской ЧК, затем по октябрь того же года заместитель председателя. С октября 1918 по январь 1919 военком Симбирска. С февраля 1919 опять комендант Харькова, до апреля 1919 председатель Харьковского городского Совета, с мая по июнь 1919 председатель Исполнительного комитета Харьковского губернского Совета, в том же 1919 председатель Совета обороны Харьковского района. С июня по октябрь 1919 комендант Тамбовского укреплённого района. До декабря 1919 в распоряжении Реввоенсовета Южного фронта. С 11 февраля по 9 апреля 1920 председатель Одесского губернского революционного комитета. С апреля по июнь 1920 председатель Исполнительного комитета Одесского губернского Совета. В дальнейшем в том же году председатель Житомирского городского революционного комитета.
С 22 ноября 1920 по 4 апреля 1923 член ЦК КП(б) Украины, при этом с 13 апреля по июль 1921 народный комиссар внутренних дел Украинской ССР. До октября 1922 председатель Исполнительного комитета Николаевского губернского Совета. После окончания Гражданской войны, с конца 1922 года на советской, партийной, хозяйственной работе; в 1923—1924 годах председатель Исполнительного комитета Волынского губернского Совета. С 1924 года председатель Исполнительного комитета Нижне-Тагильского окружного Совета, затем на Северном Кавказе, председатель Исполнительного комитета Грозненского городского Совета. С 1931 года государственный арбитр Северо-Кавказского края. В дальнейшем председатель Исполнительного комитета Туапсинского районного Совета в Краснодарском крае. Умер в эвакуации.